# Гринджолы
Гринджо́лы (укр. Ґринджоли) — украинский музыкальный коллектив, основанный в 1997 году в Ивано-Франковске. Представители Украины на музыкальном конкурсе «Евровидение-2005».
Слово гринджолы на украинском языке (западноукраинский диалект) означает деревянные сани («Зима!.. Радіючи, в ґринджоли конячку селянин запріг» — перевод Максимом Рыльским пушкинского «Зима! Крестьянин, торжествуя, на дровнях обновляет путь»).

## История
Группа «Гринджолы» была создана в 1997 году в Ивано-Франковске, став преемником группы «Нема Марлі», у которой была в то время песня «Ґринджоли». Со временем название песни превратилось в название всего проекта. Название образовано от западноукраинского «Гринджолы» («деревянные сани»), которое фонетически идентично английскому словосочетанию green jolly («зеленый веселый» или «зеленые веселые»). Участниками вновь созданной группы стали Роман Калин (вокал, бас-гитара), Роман Костюк (гитара) и Александр Уницкий (клавишные, саксофон; экс-«Бункер Йо»).
В октябре 1998 года «Гринджолы» стали лауреатами второй премии фестиваля «Будущее Украины» («Майбутнє України»), в январе 1999-го — лауреатами второй премии фестиваля «Мелодия», в ноябре 1999-го лауреатами третьей премии на «Перлинах сезону». Со временем Роман Калин и Роман Костюк создали собственную студию звукозаписи «Рома Рекордс»; Роман Костюк работал звукорежиссёром на радио «Западный полюс», а Роман Калин был диктором на местном телевидении «Третья студия».
В 2003—2004 годах Роман Калин и Роман Костюк приняли участие в создании и издании дебютного альбома группы «Фліт» под названием «Світ такий…».
В ноябре 2004 года, после первого же революционного митинга в родном Ивано-Франковске, Калин и Костюк загорелись создать песню, которая вдохновила бы митингующих. Так родилась песня «Разом нас багато — нас не подолати» («Вместе нас много — нас не одолеть»). На запись ушло четыре часа, и они сразу спели её на местном майдане. Кто-то выложил песню в интернете, и на следующий день её уже пели в Киеве. Так песня «Разом нас багато» стала гимном «Оранжевой революции», а малоизвестная провинциальная группа «Гринджолы» (как их в то время чаще называли) стала знаменитой. Песня «Разом нас багато» стала известна не только в Украине, но и за рубежом.
В декабре 2004 года группа подписала контракт с украинским представительством Universal, компанией Ukrainian Music, посредством которой уже в начале 2005 года был выпущен дебютный сингл «Разом нас багато».
В 2005 году «Гринджолы» представляли Украину на «Евровидении», проводившемся в Киеве, где исполнили свой единственный хит «Разом нас багато», переведя слова на английский язык. Костюмы для участников предоставила Лилия Пустовит, постановкой занимался хореограф Константин Томильченко (также он танцевал в качестве подтанцовки). С 30 баллами заняли 19-е место из 24, что стало худшим достижением Украины на Евровидении на тот момент (позже, на Евровидении 2017 украинская группа «O.Torvald» заняла 24 место из 26, что стало худшим достижением Украины на Евровидении) 19-е место на конкурсе заметно охладило интерес украинцев к творчеству. Как отмечал Роман Калин «После „не нашего“ Евровидения мы расторгли контракт с рекординговой компанией, которая заработала на нас бешеные деньги, а мы в итоге получили, не поверите, 300 долларов».
Кроме того, сами музыканты разочаровались в новой власти: «Когда мы поддерживали „оранжевых“, искренне верили в идеалы, которые они провозглашали, и никогда не просили денег за наше участие в революции. Наши идеалы были разрушены на первых же выборах после революции, когда по городам ездили агитационные концерты и нас туда просто не взяли, потому что от нас трудно было получить „откат“. Именно в тот момент стало понятно, что политики все одинаковые, и на смену одним популистам приходят другие, за красивыми лозунгами и идеями скрываются обычные жлобы, которые рвутся к власти».
В начале 2006 года на Украине вышел полноформатный альбом «Хай буде так» («Пусть будет так»). В том же году на прилавках музыкальных магазинов России появился дебютный альбом группы «Гринджолы». Альбом «Хай буде так» выпустила российская компания M2BA/Music World. В российском варианте группа представлена как GreenJolly.
В 2008 году вышел новый альбом «Любиш — не любиш», в который вошли 11 композиций. Деятельность продлилась лишь до 2009 года. Далее произошел спад интереса к творчеству группы, количество концертов существенно снизилось и участники начали заниматься собственными проектами. Роман Костюк попробовал себя в качестве исполнителя авторской музыки, открыл собственный продакшн и работает отдельно. Андрей Писецкий уехал в Канаду, где занимался музыкой.
С 2010 года группа, фактически, существует только в лице Романа Калина, который продолжает периодически исполнять песни группы, а также записывать новые композиции. В декабре 2013 года Калин был приглашен для участия в программе «Зелёный огонёк» на канале «ТВі», где он исполнил песню «Разом нас багато», а также записал новую песню «Лети, неначе птах», посвященную «Евромайдану». Роман Калин замечает, что мог бы собрать группу снова, но занимается собственным творчеством и продюсированием других артистов. В 2018 году Роман Калин констатировал: «Историческое прошлое группы помешало ее развитию. Многие критики, не слушая песен „Гринджол“, критиковали наше творчество, и эта критика была связана больше с политикой, чем с музыкой. Трудно продвигать свою музыку, когда всегда вспоминают о твоей якобы принадлежность к политическим партиям. Не советую никому из музыкантов поддерживать открыто кого-то из политиков — это крах музыкальной карьеры. У нас было записано два альбома песен, которые, видимо, мало кто слышал».